# Ascorhynchus endoparasiticus
Ascorhynchus endoparasiticus är en havsspindelart som beskrevs av Arnaud, F. 1978. Ascorhynchus endoparasiticus ingår i släktet Ascorhynchus och familjen Ammotheidae. Inga underarter finns listade i Catalogue of Life.